# Ratsgymnasium Osnabrück
Das Ratsgymnasium Osnabrück wurde von der evangelischen Kirche als Gegengewicht zum katholischen Carolinum Osnabrück in Osnabrück (Niedersachsen) mit Förderung durch den evangelischen Fürstbischof Philipp Sigismund gegründet. Es ist mehr als 425 Jahre alt.

## Geschichte

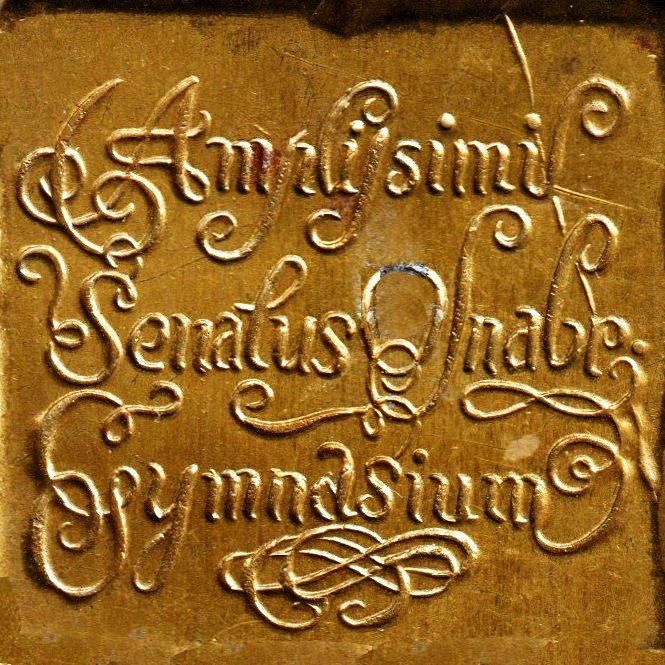
Altes Siegel der Schule

Das 1595 eingeweihte staatliche Ratsgymnasium Osnabrück ist die älteste nichtgeistliche Schule der Stadt Osnabrück. Sie wurde als Schule für Jungen gegründet, die Koedukation 1970/71 eingeführt. Nachdem das Gymnasium zuvor an der Südseite des Domhofs am jetzigen Standort des Theater Osnabrück ansässig gewesen ist, befindet es sich seit einem Umzug in die Hans-Böckler-Straße zu Beginn des 20. Jahrhunderts heute am Rande des Stadtzentrums in unmittelbarer Nähe zum Schloss Osnabrück und der OsnabrückHalle. Es gehört mit etwa 1.000 Schülerinnen und 95 Lehrerinnen und Lehrern zu den sieben Gymnasien Osnabrücks. Seit 1998 führt das Gymnasium die Bezeichnung Europaschule in Niedersachsen, und seit 2010 ist es eine MINT-EC-Schule. 2012 wurde das Ratsgymnasium Osnabrück von dem Magazin UNICUM ABI als Schule des Jahres ausgezeichnet.
Die Schule besteht aus vier Komplexen. Das Hauptgebäude ist das älteste Gebäude, das im Jahr 1906 vom damaligen Stadtbaurat errichtet wurde. Der zweite Komplex beinhaltet die Räume für Naturwissenschaften, also Physik, Chemie und Biologie, außerdem die Kunsträume. Das Gebäude wurde zunächst im Jahre 2006/07 saniert und 2014 weiter erneuert. Der dritte Komplex, der zunächst als provisorische Notlösung gedacht war, wurde nach über 40 Jahren im Jahr 2012 abgerissen. Der vierte und neueste Komplex wurde 2005 erbaut.
Durch die Umstellung von G8 zu G9 benötigte das Ratsgymnasium dringend Klassenräume zum Schuljahresbeginn 2020/21. Zunächst ging man im Mai 2018 von einem freistehenden Gebäude an der ehemaligen Rindenmulch-Stelle zum Schlossgarten aus, an der zuvor das Container-Gebäude stand, was eigentlich auch von der Stadt als beste Lösung bestätigt wurde. Nach langem Hin und Her und hitzigen Diskussion sowie Auseinandersetzungen der Parteien, die im Spätsommer 2018 durch vom Stadtbaurat Frank Otte gemachten Plänen ausgelöst wurden, der eine Anbauvariante an den Altbau bevorzugte, hat der Stadtrat am 30. April 2019 nach vielen Gesprächen mit der Schule für den Solitärbau gestimmt. Der Bau des neuen Gebäudes begann im Sommer 2020 und wurde mit dem Beginn des Schuljahres 2022/23 abgeschlossen. Feierlich eingeweiht wurde das Gebäude am 9. September 2022 durch die Oberbürgermeisterin Katharina Pötter.
Von August 1977 bis Juli 2012 unterhielt das Ratsgymnasium Osnabrück 35 Jahre lang eine Außenstelle im Osnabrücker Stadtteil Eversburg.

## Musik

### Kapelle
Die Schülerkapelle des Ratsgymnasiums ist ein sinfonisches Blasorchester, welches 1880 gegründet wurde und somit bereits seit fast 150 Jahre musiziert. Das Repertoire besteht überwiegend aus Film- und Muscialmusik, Medleys bekannter Pop-, Rock- und Schlagerklassiker, sinfonischer Blasmusik, aber auch ältere Werke wie Ouvertüren oder (Konzert-)Märsche werden hin und wieder gespielt. Schülerinnen und Schüler können am Ratsgymnasium ein neues Instrument lernen und in der Kapelle ihre musikalischen Fähigkeiten zeigen und ausbauen. Neben den Blasinstrumenten spielen in der Kapelle noch das Schlagwerk und die Percussiongruppe mit.
Die Kapelle wird seit 1997 von Markus Preckwinkel geleitet, vorher hatte Horst Erfurth die Leitung inne. Die Kapelle hat zurzeit(Januar 2025) circa 60 Mitglieder und im Jahr etwa 25 Auftritte, sowohl öffentlich als auch schulintern.
Neben der „Hauptkapelle“, also den aktuell aktiven Schülerinnen und Schülern der Jahrgänge 7 bis 13 gibt es seit dem Schuljahr 2004/2005 für die Anfänger, insbesondere der Jahrgänge 5 bis 7, zusätzlich eine Vorkapelle, bei der ebenfalls sinfonische Blasmusik für altersentsprechendes Niveau geprobt und aufgeführt wird. Zudem gibt es viele ehemalige Schülerinnen und Schüler, die sich einmal im Monat zu den sogenannten Ehemaligenproben treffen und darüber hinaus bei manchen Auftritten mitspielen und aushelfen.

## Sport

### Basketball
Osnabrücker Basketballer der „ersten Stunde“
Erfolgreiche Basketballer in der Startphase des Basketballsports in Osnabrück, Mitte der neunzehnhundertfünfziger Jahre im sportlichen Umfeld der basketballbegeisterten Oberstudienräte des Ernst-Moritz-Arndt-Gymnasiums, Otto Papenhausen und Werner Henke, waren die drei Ratsgymnasiasten und Basketballer des VfL Osnabrück, Werner Brandes (mit dem VfL Osnabrück 1958 Aufstieg in die Oberliga Nord, 1959 „Meister“ der Oberliga Nord), Wolf Krickau (1958 Aufstieg in die Oberliga Nord) sowie Hermann Sohl (1959 „Meister“ der Oberliga Nord).
1966 Gewinner des DBB-Pokals für die landesbeste Schulmannschaft
Vom Deutschen Basketball Bund (DBB) wurde 1966 das erste Bundesturnier für landesbeste Schulmannschaften in Hagen veranstaltet. Teilnehmer waren acht Schulmannschaften, die sich für das Finalturnier des DBB, in der Ischeland-Sporthalle, qualifiziert hatten. Sieger des finalen Bundesturnieres 1966 wurde die Schulmannschaft des Osnabrücker Ratsgymnasiums. Auf dem Weg in das Finale wurden in Hagen die Spiele gegen das Leibniz-Gymnasium Essen, die Gelehrtenschule des Johanneums in Hamburg und das Nordpfalzgymnasium aus Kirchheimbolanden von den zehn Ratsgymnasiasten gewonnen. Das Pokalfinale des Bundesturnieres für landesbeste Schulmannschaften wurde gegen die Schüler des Schalker Gymnasium Gelsenkirchen (76:50) von zehn Spielern aus dem Osnabrücker Land gewonnen. Zum Siegerteam gehörten die Schüler und späteren Absolventen Eckhard von Bock und Polach, Volkmar Gaber, Eckhard Husemann, Ernolf Knoop-Busch, Wolfgang Ostwaldt, Ulrich Renner, Manfred Richter, Christian Seyfried, Uwe Thielebein und Karl Vennegeerts. Thielebein, der auch als Schwimmsportler aktiv war, spielte damals für den MTV Osnabrück (Er nahm im Jahr 1962 als einziger jugendlicher Osnabrücker Basketballer, im Anschluss an einen von DBB-Bundestrainer Yakovos Bilek in Osnabrück durchgeführten Sichtungslehrgang, an einem weiterführenden zentralen Sichtungslehrgang für talentierte Jugendspieler des DBB in Antibes (Côte d’Azur) teil.). Knoop-Busch und Ulrich-Renner waren Jugendspieler des Osnabrücker TC (OTC). Die sieben weiteren Ratsgymnasiasten gehörten zu Jugendmannschaften oder bereits zur damals erstklassigen Oberligamannschaft des VfL Osnabrück. Eckhard von Bock und Volkmar Gaber waren Mitglieder des VfL-Teams, das 1964 in Heidelberg Vizemeisters des Deutschen Basketball Bundes (DBB) werden konnte. Beide spielten in den Folgejahren auch in Nationalmannschaften des DBB. Im Herbst 1968 wurde von Bock vom Bundestrainerrat des DBB in den Olympiakader des DBB berufen. 1967 gelang es der Bundesligamannschaft des VfL Osnabrück erster Pokalsieger des DBB, mit Volkmar Gaber und Eckhard Husemann, sowie 1969 Deutscher Meister des DBB, mit Ulrich Renner, zu werden. Husemann und Vennegeerts waren Auswahlspieler des Niedersächsischen Basketball-Verbandes (NBV). Mit Husemann erreichte das Auswahlteam des NBV 1965 in Berlin den dritten Rang um den Jugendpokal des DBB und Vennegeerts gehörte 1966 zum NBV-Team, das den Jugendpokal des DBB in Osnabrück, im Finale gegen das Auswahlteam des Hessischen Basketballverbandes (HLB), gewinnen konnte. Die vier VfL-Erstligaspieler spielten, nach ihrem Weggang aus Osnabrück, an ihren jeweiligen Studienorten für auswärtige BBL-Clubs. Eckhard von Bock für den Hamburger Turnerbund (HTB) und Hannover 96, Volkmar Gaber für den USC Mainz und den USC Heidelberg, Eckhard Husemann für den USC Mainz sowie Ulrich Renner für den FC Bayern München.
Erfolgreiche A-Nationalspieler
Zwei weitere Ratsgymnasiasten, beide beim VfL Osnabrück ausgebildete Basketballer und Erstligaspieler des VfL Osnabrück, Volker Jarré und Rolf Dieter, wurden in die A-Nationalmannschaft berufen. Jarré konnte 1964, zusammen mit Dieter, die Vizemeisterschaft des DBB erreichen. Jarré wechselte dann 1964 zum Basketball-Bundeslisten SSV Hagen. Er war nach Ende seiner Spielerkarriere als Ligatrainer im Raum München tätig. Rolf Dieter spielte von 1965 bis 1971 in Nationalmannschaften des DBB. 1967 gewann er mit dem Team des VfL Osnabrück den DBB-Pokal. 1969 spielte der Ratsgymnasiast mit der A-Nationalmannschaft des DBB unter anderem die Qualifikation zur 16. FIBA Europameisterschaften in Saloniki/Griechenland und die 17. FIBA Europameisterschaften 1971 in Böblingen und Essen. Dieter, der im Herbst 1968 vom Bundestrainerrat in den Olympiakader des DBB berufen worden war (siehe „Kartak-Liste“), musste 1972, er war 1969 vom VfL Osnabrück zum USC München gewechselt, seine Karriere als Basketballspieler wegen einer schweren Sportverletzung beenden. Dieter ist, im Zusammenhang mit der Vorbereitung der DBB-Nationalmannschaft auf die Olympischen Sommerspiele 1972, einer von zweiundzwanzig Nationalspielern der „Zwanziger-Liste“, in der die Spieler notiert sind, die im Zeitraum Herbst 1968 bis zum olympischen Basketballturnier 1972 in München, bei FIBA-Wettbewerben eingesetzt wurden.
Europaauswahlspieler als Sportlehrer am Ratsgymnasium
Der international erfolgreichste Basketballer des VfL Osnabrück, Karel Baroch, Spielertrainer des VfL Osnabrück in der Europapokalsaison 1969/70, war während seiner Zeit in Osnabrück als Sportlehrer am Ratsgymnasium tätig. Der Prager Diplom-Sportlehrer, ein vielfacher ČSSR-Nationalspieler (mehr als 160 Länderspiele), mit drei auszeichnenden Berufungen in die FIBA Europaauswahl. Er spielte vor und nach seiner Zeit in Osnabrück für den vielfachen Meister und Pokalsieger der ČSSR, Slavia Prag. Baroch gehörte unter anderem zu den Teams von Slavia Prag die in den FIBA Europapokalwettbewerben der Pokalsieger 1968 das Finale in Athen gegen AEK Athen spielten und Vizeeuropapokalsieger (89:82) werden konnten. Im Folgejahr, 1969, konnte Slavia Prag in Wien das Finale in diesem FIBA-Wettbewerb, den FIBA Cup Winner’s Cup, gegen BK Dinamo Tiflis (UdSSR) gewinnen (80:74). Mit der Nationalmannschaft nahm Baroch an vier FIBA Europameisterschaften (1965, 1967, 1969 und 1971) teil. Bei den FIBA Europameisterschaften 1967 spielte die Basketballnationalmannschaft der ČSSR mit Spielmacher Baroch das Finale in Helsinki und konnte gegen die UdSSR, FIBA Europameister 1967, die Vizeeuropameisterschaft (89:77) erreichen. Das Athener Finalspiel um den „FIBA Cup Winner’s Cup 1968“ gehört zu den Klassikern des europäischen Basketballsports. Das Endspiel fand am 4. April 1968 im Panathinaiko-Stadion „Kallimarmaro“ vor einer Rekordkulisse von etwa 80.000 Zuschauern statt (Der spätere Sportlehrer von Schülern des Osnabrücker Ratsgymnasiums erzielte in diesem Spiel zwölf Punkte.).

### Rudern
Besonders erfolgreich ist die Ruderriege des Rats. Sie erreicht regelmäßig bei Jugend trainiert für Olympia gute Platzierungen und bringt Nationalruderer hervor.
Ein besonderer Höhepunkt ist der Ruderaustausch mit den USA.
Alle zwei Jahre fahren Ruderer nach San Francisco und San Diego, wo sie in Gastfamilien leben. Anschließend geht es auf einer Rundtour an Grand Canyon, Bryce Canyon und Las Vegas vorbei.
Neben dem Rudern existieren weitere Austauschprogramme mit High Wycombe in England und Angers in Frankreich sowie mit Polen, Kontiolahti in Finnland und Evansville in den USA.
Der Ruderclub Ratsgymnasium e. V. Osnabrück (RCR) ist ein Ruderclub, der aus ehemaligen Ratsruderern entstanden ist. Wanderfahrten und Touren nach Ägypten, Simbabwe, Australien und Irland stehen auf dem Programm. Der RCR ist nicht zu verwechseln mit dem Osnabrücker-Ruder-Verein (ORV) und hat keine direkte Verbindung zur Schule.
Der Schüler-Achter des Ratsgymnasiums gewann 2014, 2015 und 2016 den Schüler-Achter-Cup des Deutschlandachters und fuhr auf Einladung der deutschen Ruderjugend und der Caspar Ludwig Opländer Stiftung zur Henley Royal Regatta in Henley on Thames.
Schulruderer werden zudem regelmäßig in die Nationalmannschaft U19 berufen und starten so in internationalen Rennen. 2016 erreichten beispielsweise zwei Schüler im U19-Deutschlandachter den Titel des Weltmeisters. Auch auf europäischer Ebene gibt es regelmäßige Siege.
Die Stadt Osnabrück würdigt jedes Jahr diverse Schulruderer vom Ratsgymnasium für ihre außerordentlichen sportlichen Leistungen.
Die Ruderriege veranstaltet zum Start in das neue Jahr jährlich im Januar/Februar einen Ergometerwettkampf für Schulruderer, dessen Teilnahme bundesweit ausgeschrieben wird. Neben dem Ergometerfahren stehen Fuß- und Basketballturniere an, die den Schülern einen ersten Leistungsvergleich bieten.
Regelmäßige Ruderwanderfahrten führen die Schülerruderriege zu vielen verschiedenen Zielen europaweit, unter anderem die Donau, die Mosel, der Rhein oder der Main. Zudem gibt es ein jährliches Trainingslager der Leistungsruderer in Ratzeburg.

## Soziale Schule
Besonders bekannt ist die seit Januar 2010 am Ratsgymnasium bestehende Arbeitsgemeinschaft „Soziales Lernen“. Die Arbeitsgemeinschaft ist aus einer Spendenaktion für die Erdbebenopfer Haitis im Januar 2010 entstanden, bei welcher von der gesamten Schulgemeinschaft eine Summe von 16.161,61 Euro gesammelt worden ist. Die Ratsgymnasiasten verfolgten das Ziel, sich langfristig für dieses Land zu engagieren, und gründeten gemeinsam mit drei Lehrkräften die AG „Soziales Lernen“. Nach einiger Zeit wandelte sich die Arbeitsgemeinschaft in eine Schüler-AG um, als drei Schüler sich bereit erklärten, die Verantwortung für die AG zu übernehmen. Die AG „Soziales Lernen“ führt heute diverse Projekte durch, u. a. setzt sie sich dafür ein, dass das Ratsgymnasium im Jahr 2014 die Zertifizierung „Humanitäre Schule“ des Deutschen Roten Kreuzes LV Niedersachsen erhält. Am 9. Januar 2014 konnte die von Schülern getragene Arbeitsgemeinschaft eine Spendensumme von 1.050 Euro an die „Don Bosco Mission“ in Bonn überreichen und somit den Wiederaufbau des Dorfes Candahug nach dem Taifun „Haiyan“ auf den Philippinen unterstützen.

## Schulleiter und Lehrer
Zu den Leitern des Ratsgymnasiums gehörte der Altphilologe Friedrich Knoke (1844–1928), der 1892 Direktor wurde und die Schule bis 1920 leitete. Über Osnabrück hinaus wurde Knoke bekannt als Erforscher des Orts der Varusschlacht des Jahres 9 n. Chr. Schüler des Ratsgymnasiums, die ihn bei Ausgrabungen in Bad Iburg unterstützten, trieben dabei Schabernack mit ihm und schoben ihm eine Tonscherbe mit einer Inschrift unter, die eine lateinische vorgebliche Widmung Varus’ an seinen lieben Knoke enthielt.
- Zacharias Goeze (1662–1729), Rektor und Verfasser regionalhistorischer Schriften
- Johann Christoph Köcher (1699–1772), Rektor ab 1729
- Johann Heinrich Benjamin Fortlage (1700–1841), Rektor 1814–1841
- Bernhard Rudolf Abeken (1780–1866), Philologe und Rektor
- Wilhelm Richard, (1816–1900), Zeichenlehrer 1845–1849
- Onno Klopp (1822–1903), Publizist und Historiker
- Oskar Ulrich (1862–1946), Lehrer und Direktor der Höheren Töchterschule II und III in Hannover[24]
- Wilhelm Feise (1865–1948), deutscher Philologe, Lehrer und Autor[25]
- Theodor Kornfeld (1636–1698), Dichter, Konrektor
- Christian Ludolph Reinhold (1739–1791), Hilfslehrer für Mathematik
- Harro Lehmann, Lehrer und Protektor der Schülerruderriege, Ehrenmitglied in der Vrg. ehem. Schüler und im Schüler-Ruder-Verband Niedersachsen
- Hartmut Ranke, Schulleiter, im Amt von 1980 bis 2006
- Lothar Wehleit, Schulleiter im Amt von 2006 bis Juli 2019
- Sebastian Bröcker (* 1975), Schulleiter, im Amt seit August 2019

## Schüler
- Heinrich Abeken (1809–1872), evangelischer Theologe
- Julian Amershi (* 1980), Journalist und Dokumentarfilmer
- Karl Breusing (1853–1932), Baubeamter und Ministerialdirektor
- Helmut Baumert (1909–1980), Reichstagsmitglied und SA-Führer
- Hans Calmeyer (1903–1972), Rechtsanwalt, Retter von mindestens 3.000 Juden im Zweiten Weltkrieg, „Gerechter unter den Völkern“
- Johann Werner Detering (1808–1876), Jurist und Politiker, Abgeordneter des Vorparlaments, Landtagsabgeordneter in Hannover, Osnabrücker Bürgermeister
- Rudolf Detering (1892–1977), lutherischer Theologe, Landessuperintendent in Hildesheim
- Jan Fitschen (* 1977), Sportler, Europameister im 10.000-Meter-Lauf (2006)
- Andreas Flick (* 1957), Pastor
- Carl Gosling (1798–1876), Fabrikant und Politiker
- Friedrich Andreas Gruner (1778–1825), Pastor und Konsistorialrat
- Emil Hackländer (1830–1902), Osnabrücker Stadtbaumeister
- Karl Kühling (1899–1985), Redakteur, Autor und Lokalpolitiker
- Walter Hammersen (1911–1990), Politiker
- Herbert Hellmann (1920–1990), Politiker
- Volker Issmer (1943–2023), Schriftsteller und Historiker
- Johann Friedrich Wilhelm Jerusalem (1709–1789), evangelischer Theologe
- August von Kreling (1819–1876), Maler und Bildhauer
- Otto Laue (1875–1933), Oberbürgermeister von Witten und Preußischer Landtagsabgeordneter
- Johann Heinrich Wilhelm Lehzen (* 1806), Minister im Königreich Hannover[26]
- Theodor Lindemann (1831–1903), Mediziner, erster ärztlicher Direktor des Henriettenstiftes in Hannover
- Justus Friedrich August Lodtmann (1743–1808), Verwaltungsjurist und Rechtshistoriker
- Krešimir Matijević (* 1975), Althistoriker und Epigraphiker
- Wilhelm Meyer-Förster (1862–1934), Schriftsteller
- Gustav Möllmann (1851–1919), Apotheker und Naturkundler
- Justus Möser (1720–1794), Jurist, Staatsmann, Literat und Historiker
- Karl Mützelfeldt (1881–1955), Schuldirektor und lutherischer Pfarrer
- Johann Rudolf Pagenstecher (1808–1891), Bergwerksdirektor
- Ingo Petzke (* 1947), (Film-)Wissenschaftler, Filmemacher und Autor
- Wilhelm Renfordt (1889–1950), Maler
- Eduard Roese (1855–1918), Philologe
- Georg Hermann Schröder (1832–1911), Schulrat, machte die Volksschulen achtklassig
- Heiko Schulze (* 1954), Autor
- August Siemsen (1884–1958), Publizist und Reichstagsabgeordneter
- Karl Siemsen (1887–1968), Jurist und Landesminister
- Gustav Wilhelm Struckmann (1796–1840), Jurist und Autor
- Johann Carl Bertram Stüve (1798–1872), Politiker
- Hans Sudendorf (1812–1870), Historiker und Archivar
- Julius Sudendorf (1815–1893), Amtsrichter und Historiker
- Wilhelm Thörner (1850–1920), Chemiker
- Ralf Tyra (* 1957), Pastor
- Johann Gerhard Wilhelm Uhlhorn (1826–1901), evangelisch-lutherischer Theologe, Abt von Loccum und Oberkonsistorialrat
- Richard Vahrenkamp (* 1946), Wirtschaftswissenschaftler
- Gerhard Friedrich Wagner (1769–1846), Tuchhändler, Senator der Stadt Osnabrück
- Kathrin Wahlmann (* 1977), Niedersächsische Justizministerin
- Marc-Denis Weitze (* 1967), Wissenschaftler
- Karl Wilker (1885–1980), Reformpädagoge
- Curt Witte (1882–1959), Maler
- Rudolf Wulfertange (1884–1974), Schriftsteller, Maler und Bildhauer